# Alain Laroche
Alain Laroche (* 20. September 1963 in Québec, Québec) ist ein ehemaliger kanadischer Freestyle-Skier. Er startete in allen Disziplinen und wurde 1986 erster Weltmeister in der Kombination. Er gewann zweimal den Freestyle-Gesamtweltcup sowie vier Kombinations-Disziplinenwertungen und 21 Einzelwettkämpfe. Seine Brüder Yves, Dominique und Philippe waren ebenfalls als Freestyle-Skier aktiv.

## Biografie
Alain ist das fünfte von sieben Kindern des Architekten Guy Laroche (1930–?) und seiner Frau Suzanne (geb. Grondin, 1931–2017) aus Lac-Beauport. Mit drei seiner Brüder bildete er die Speerspitze der sogenannten „Québec Air Force“. Seine jüngere Schwester Lucie war als Skirennläuferin aktiv.
Laroche gab sein Debüt im Freestyle-Skiing-Weltcup im Januar 1982 in den Pocono Mountains und wurde im Ballett auf Anhieb Vierter. Seine ersten Podestplätze erreichte er noch im selben Winter in den Kombinationen von Livigno, Oberjoch und Tignes. Seinen ersten Weltcupsieg feierte er im Februar 1983 in der Kombination von Livigno. Mit einem weiteren Sieg sicherte er sich erstmals den Gewinn der Disziplinenwertung, außerdem gelangen ihm seine einzigen beiden Siege im Springen. Im Gesamtweltcup belegte er am Saisonende den zweiten Platz. Im Rahmen der kanadischen Meisterschaften gewann er seine ersten beiden von insgesamt fünf Titeln. 1983/84 konnte sich Laroche auf der Buckelpiste und im Ballett verbessern und gewann der dank der zusätzlichen Punkte erstmals den Gesamtweltcup. In Ravascletto erreichte er als Dritter das einzige Ballettpodest seiner Karriere. Im folgenden Winter konnte er sechs Kombinationssiege feiern und verteidigte seinen Titel im Gesamtweltcup, in der Aerials-Wertung erreichte er dank mehrerer Podiumsplatzierungen mit Rang zwei ein Karrierehoch.
In der Saison 1985/86 fiel er vor allem auf der Buckelpiste weit zurück und konnte auch in den anderen Disziplinen nicht mehr ganz an frühere Erfolge anknüpfen. Dafür setzte er sich bei den ersten Weltmeisterschaften in Tignes in der Kombination durch und gewann die Goldmedaille mit guten Platzierungen im Aerials und im Ballett. 1987/88 gewann Laroche zum insgesamt vierten Mal die Kombinationswertung im Weltcup, konnte sich in der Qualifikation für die Olympischen Spiele in Calgary aber nicht gegen die starke teaminterne Konkurrenz behaupten. Auch die Weltmeisterschaften in Oberjoch verpasste er. Nach mehr als 200 Weltcups beendete er im März 1990 seine aktive Laufbahn im Leistungssport.

## Erfolge

### Weltmeisterschaften
- Tignes 1986: 1. Kombination, 5. Aerials, 7. Ballett, 21. Moguls

### Weltcupwertungen
| Saison  | Gesamt | Gesamt | Aerials | Aerials | Moguls | Moguls | Ballett | Ballett | Kombination | Kombination |
| Saison  | Platz  | Punkte | Platz   | Punkte  | Platz  | Punkte | Platz   | Punkte  | Platz       | Punkte      |
| ------- | ------ | ------ | ------- | ------- | ------ | ------ | ------- | ------- | ----------- | ----------- |
| 1982    | 4.     | 332    | 12.     | 100     | 16.    | 66     | 10.     | 94      | 4.          | 72          |
| 1983    | 2.     | 66     | 3.      | 90      | 18.    | 47     | 7.      | 89      | 1.          | 42          |
| 1984    | 1.     | 74     | 4.      | 137     | 12.    | 92     | 4.      | 130     | 1.          | 88          |
| 1984/85 | 1.     | 71     | 2.      | 139     | 14.    | 194    | 6.      | 138     | 1.          | 90          |
| 1985/86 | 4.     | 50     | 6.      | 127     | 46.    | 6      | 12.     | 67      | 4.          | 54          |
| 1986/87 | 4.     | 47     | 8.      | 115     | 33.    | 28     | 17.     | 63      | 3.          | 79          |
| 1987/88 | 3.     | 52     | 6.      | 143     | 32.    | 30     | 16.     | 90      | 1.          | 102         |
| 1988/89 | 3.     | 46     | 9.      | 106     | 38.    | 21     | 19.     | 81      | 3.          | 82          |
| 1989/90 | 33.    | 17     | 11.     | 100     | –      | –      | –       | –       | –           | –           |

### Weltcupsiege
Laroche errang im Weltcup 53 Podestplätze, davon 21 Siege:
| Datum             | Ort          | Land        | Disziplin   |
| ----------------- | ------------ | ----------- | ----------- |
| 4. Februar 1983   | Livigno      | Italien     | Kombination |
| 13. Februar 1983  | Ravascletto  | Italien     | Kombination |
| 13. Februar 1983  | Ravascletto  | Italien     | Aerials     |
| 19. März 1983     | Angel Fire   | USA         | Aerials     |
| 5. Februar 1984   | Courchevel   | Frankreich  | Kombination |
| 27. Februar 1984  | Göstling     | Österreich  | Kombination |
| 4. März 1984      | Oberjoch     | Deutschland | Kombination |
| 29. März 1984     | Tignes       | Frankreich  | Kombination |
| 13. Dezember 1984 | Tignes       | Frankreich  | Kombination |
| 13. Januar 1985   | Mont Gabriel | Kanada      | Kombination |
| 20. Januar 1985   | Lake Placid  | USA         | Kombination |
| 27. Januar 1985   | Breckenridge | USA         | Kombination |
| 12. März 1985     | Pila         | Italien     | Kombination |
| 24. März 1985     | Sälen        | Schweden    | Kombination |
| 23. Januar 1986   | Breckenridge | USA         | Kombination |
| 1. Februar 1987   | Calgary      | Kanada      | Kombination |
| 10. Januar 1988   | Mont Gabriel | Kanada      | Kombination |
| 17. Januar 1988   | Lake Placid  | USA         | Kombination |
| 31. Januar 1988   | Inawashiro   | Japan       | Kombination |
| 13. März 1988     | Madarao      | Japan       | Kombination |
| 22. Januar 1989   | Calgary      | Kanada      | Kombination |

### Weitere Erfolge
- 4 kanadische Meistertitel (Moguls 1983, Kombination 1983 und 1984, Ballett 1984)[4]

## Auszeichnungen
- 1982: Sport Excellence Award
- 1983: Athlete of the Year (Fédération Québecoise de Ski)
- 1984 und 1985: International Freestyle Skier of the Year (Ski Racing Magazine)[5]
- 1987: Aufnahme in die Canadian Olympic Hall of Fame
- 1999: Aufnahme in die Canadian Ski Hall of Fame